# Schweizerische Nationalspende

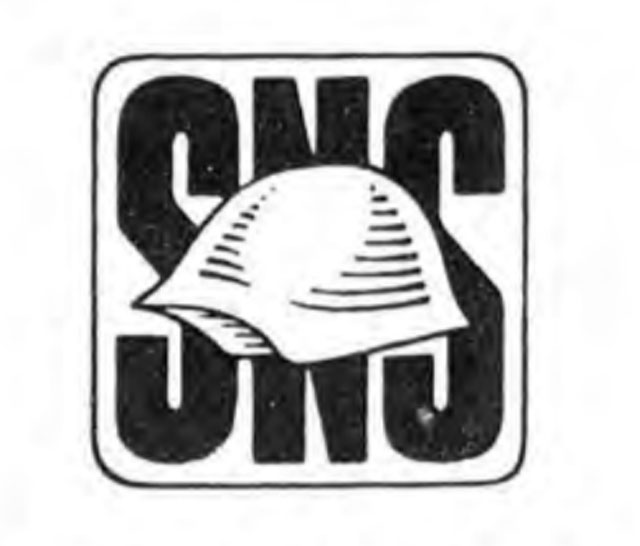
Logo der Stiftung Schweizerische Nationalspende

Die Schweizerische Nationalspende für unsere Soldaten und ihre Familien (SNS) (kurz Schweizerische Nationalspende, französisch Don national suisse pour nos soldats et leurs familles, italienisch Dono nazionale svizzero per i nostri soldati e le loro famiglie, rätoromanisch Dun naziunal svizzer) ist eine 1919 errichtete Stiftung zur Förderung der Wohlfahrt der schweizerischen Armeeangehörigen und deren Familien, die aus der ersten nationalen Aktion für Notleidende von 1918 hervorging. Solange es keine Sozialwerke gab, kam der Schweizerischen Nationalspende eine wichtige Rolle zu. Heute (2019) richtet sie jährlich eine Million Franken aus.

## Gründungsgeschichte

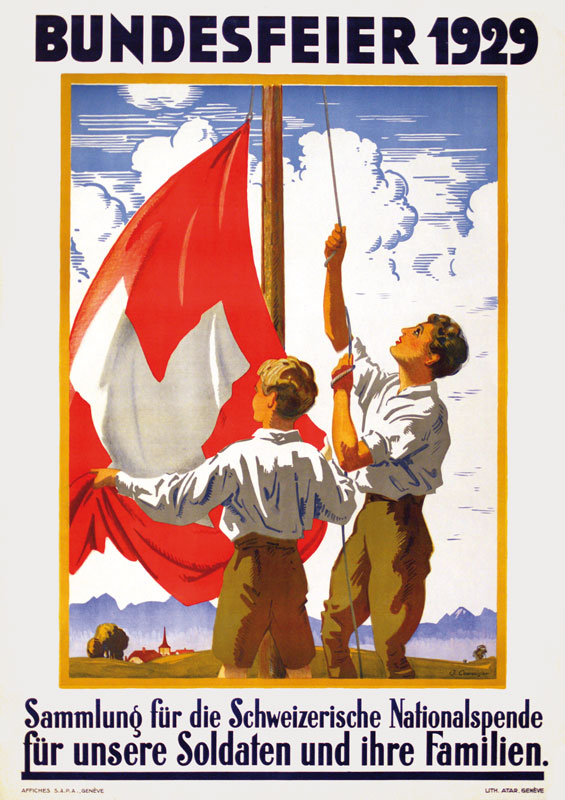
Sammlung für die Schweizerische Nationalspende (1929)

Der Erste Weltkrieg mit der Grenzbesetzung brachten Not und Entbehrungen für die Soldaten und deren Familien. Die starke Solidarität zwischen der Zivilbevölkerung und Armee zeigte sich in der Unterstützung der Wehrmänner und ihrer Angehöriger durch die Schaffung zahlreicher ziviler Hilfsorganisationen und wiederholten Spendenaktionen auf kantonaler und nationaler Ebene. Auf Initiative des Schweizer Verbands Soldatenwohl (später Schweizer Verband Volksdienst (SV)) wurden innert kurzer Zeit gegen 1000 Soldatenstuben eingerichtet.
Im Februar 1918 entstand die Abteilung für soziale Fürsorge (heute Sozialdienst der Armee) innerhalb des Armeestabes der Schweizer Armee. Ihre Aufgabe war die Koordination der Hilfe für Wehrmänner und ihre Familien, die aufgrund des Aktivdienstes während des Ersten Weltkriegs in finanzielle Not geraten waren. Die schweizerische Erwerbsersatzordnung (EO) (damals noch «Wehrmannsschutz» genannt), die den Verdienstausfall der Militärdienstleistenden kompensieren sollte, wurde erst während des Zweiten Weltkriegs in Form einer Versicherung eingeführt.
Die Abteilung soziale Fürsorge organisierte 1918 mit freiwilligen Helfern eine erste nationale Sammlung für Notleidende. Der nicht benötigte Restbetrag der Sammlung von acht Millionen Franken wurde zum Grundstock der 1919 gegründeten Stiftung Schweizerische Nationalspende, der später laufend durch Sammlungen, Spenden und Vermögenserträge ausgebaut wurde. Eines der Gründungsmitglieder der Stiftung war die «Mutter» der Soldatenstuben Else Züblin-Spiller. Der Stiftungsrat wurde von 1924 bis 1955 vom späteren General Henri Guisan geleitet. Gemäss Bundesrecht wird die Stiftung vom VBS beaufsichtigt. Der Zweck der Stiftung war Förderung der leiblichen, sittlichen und seelischen Wohlfahrt der schweizerischen Wehrmänner und ihrer Angehörigen.

## Tätigkeit in der Zwischenkriegszeit
In den ersten Jahren konnte die Stiftung mit sieben Millionen Franken die Notlagen durch den Krieg und die Spanische Grippe lindern. Den Schwerpunkt der Stiftungstätigkeit bildete jahrelang die Unterstützung zweier Heilstätten zur Behandlung und Rehabilitation der im Militärdienst verunfallten oder erkrankten Wehrmänner. Von 1920 bis 1930 sowie von 1939 bis 1945 wurde alkoholkranke Wehrmänner in der Heilstätte «Götschihof» in Aeugstertal unterstützt.
1921 wurde die Stiftung «Arbeitsheilstätte Tenero» als Arbeitsheilstätte für Militärpatienten in Tenero geschaffen, um den Militärspital Novaggio zu entlasten, der in erster Linie genesende Tuberkulosekranke aufnahm. Die Heilstätte Tenero wurde während und nach dem Zweiten Weltkrieg als allgemeine Rekonvaleszentenstation für Militärpatienten genutzt.
In den Zwischenkriegsjahren wurden Einrichtungen zur Freizeitgestaltung der im Instruktionsdienst stehenden Wehrmänner (Soldatenhäuser usw.) unterstützt. Daneben wurde Fürsorgewerke (kantonale Winkelriedstiftungen, Vereinigungen „In Memoriam“, Verband Volksdienst, die Gemeinnützigen Frauenvereine usw.) finanziell geholfen. Zusätzliche Mittel erhielt die Stiftung aus dem Erlös der Bundesfeiersammlung vom 1. August 1929 sowie eine jährliche Unterstützung aus den Zinsen der Eidgenössischen Winkelriedstiftung.

## Zweiter Weltkrieg bis heute

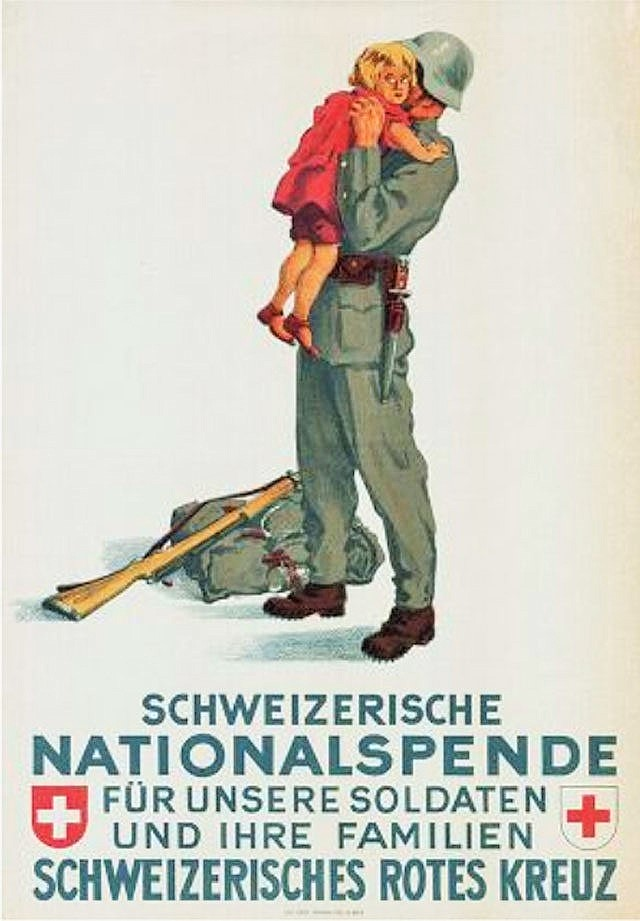
Sammlung 1940

Nach der Kriegsmobilmachung beschloss die Stiftungsversammlung alle zur Verfügung stehenden Gelder für die mobilisierten Wehrmänner einzusetzen. 1940 wurde eine Sammlung zugunsten der Nationalspende und des Roten Kreuzes durchgeführt, die rund zehn Millionen Franken ergab. Der Film Gilberte de Courgenay
entstand 1941 als Beitrag zur Geistigen Landesverteidigung unter dem Patronat und zugunsten der Schweizerischen Nationalspende. 1942 brachte eine weitere Sammlung einen Erlös von rund 6 Millionen Franken.
Nach dem Ende der Aktivdienstzeit wurden verschiedene Hilfsfonds für die Truppen (1952 Grenus-Invalidenfonds) der Stiftung übertragen. In den folgenden Jahren wurde die Zusammenarbeit mit der Zentralstelle für Soldatenfürsorge intensiviert und Bau und Betrieb von Soldatenhäusern gefördert. In den 40 Jahren bis 1959 wurden für Stiftungszwecke 65 Millionen Franken eingenommen und 47 Millionen ausgegeben.
Mangels Militärpatienten wurde die Arbeitsheilstätte Tenero 1961 aufgelöst und das Landgut Tenero von der Stiftung übernommen. Ab Sommer 1963 fanden auf dem Gelände erste Vorunterrichts- und Sportlager statt. Die Trinkerheilstätte «Götschihof» wurde 1963 ebenfalls von der Stiftung übernommen.
Neben den Unterstützungsaufgaben im gewohnten Rahmen erhielten ab 1988 die militärischen Zeitschriften Schweizer Soldat und Notre Armée de Milice jährliche Beiträge von der Stiftung.
Durch die Neustrukturierung der Soldatenfürsorge konnten die Stiftungsorgane verkleinert werden. Der Gutsbetrieb Tenero wurde 1972 verkauft und dort das nationale Jugendsportzentrum Centro Sportivo Nazionale della giuventù Tenero (CST) eingerichtet. 1994 wurden der mit der Stiftung verflochtene Sozialdienst der Armee sowie die Freizeiteinrichtungen, Soldatenhäuser, Krankenstuben usw. der Armee vom Eidgenössischen Militärdepartement beziehungsweise der Schweizer Armee übernommen. Die Stiftung gewährte diesen Einrichtungen weiterhin finanzielle Unterstützung.
Im Jahr 2000 belief sich das Stiftungsvermögen auf rund 75 Millionen Franken. In den 1990er Jahren wurden jährlich zwischen 5500 und 6000 Personen, als Ergänzung zur Erwerbsersatzordnung, finanziell unterstützt. Die Stiftung hat seit 1945 rund 100 Millionen Franken für den Sozialdienst der Armee (inklusive Personalkosten) aufgewendet. Sie finanziert sich heute (2004) selbst.
Nach Kritik an einigen Unterstützungsaktionen der Stiftung (Überführungsfeier Armee 95/Armee XXI, Übernahme der Eintrittskosten der Rekruten für die Expo.02) wurde mit der Statutenrevision vom 15. Oktober 1998 die Zweckbestimmung erweitert, um das Wohl der Armee im Allgemeinen unterstützen zu können. 2011 wurde der Zweckartikel der Stiftungsurkunde so ergänzt, dass die Stiftung auch Beiträge zu Unternehmungen leisten kann, die der Aufrechterhaltung des Wehrwillens dienen.